# 高文 (政治人物)
高文（1929年—），男，吉林伊通人，中华人民共和国政治人物，曾任吉林省第二轻工业厅厅长，吉林省人民政府秘书长、副省长。